# Lemuria (banda)
Lemuria es una banda estadounidense de rock indie y punk rock de Buffalo, Nueva York, formada en 2004. La banda ha publicado dos álbumes, Get Better y Pebble. El 27 de octubre de 2009, la banda lanzó su nuevo sencillo "Ozzy", y han estado continuamente de gira en Canadá y en los Estados Unidos.
Un comunicado de prensa el 19 de abril de 2010 el sello discográfico con sede en Boston, Bridge Nine Records, dijo que Lemuria había firmado un contrato con ellos para producir su nuevo álbum de estudio, Pebble, lanzado en 2011.

## Historia

### Formación e inicios (2004 - 2007)
Lemuria fue formada por primera vez en el verano de 2004 por el baterista y vocalista Alex Kerns, la guitarrista y vocalista Sheena Ozzella y el bajista Adam Vernick. El trío comenzó a escribir canciones y lanzaron un demo de 5 canciones, grabado en Watchmen Recording Studios, que comenzó una relación a largo plazo con el ingeniero Doug White. Después de varios espectáculos en vivo y el lanzamiento del demo (actualmente poco frecuentes), Lemuria se separó de Adam, y en marzo de 2005, Jason Draper fue reclutado para unirse en el bajo. 
La formación de Lemuria con Alex, Sheena, y Jason se fue a grabar varios sencillos y discos de vinilo de 7 ". La mayoría de las primeras versiones, incluida la Lemuria/Frame split, AOTU Single Series, y 'You're Living Rooms All Over Me, fueron lanzadas (o co-lanzadas) por Art Of The Underground, un sello discográfico independiente propiedad de Alex Kerns.

### Get Better (2007 - 2008)
En 2007, después de muchos años de una intensa agenda de trabajo y giras exitosas, la banda comentó que nunca la grabación de un álbum de larga duración les había dado tiempo "para crecer y para encontrar nuestro sonido". La banda volvió de nuevo a Watchmen Recording Studios y comenzó a trabajar en su primer álbum debut, titulado más tarde Get Better y lanzado por el sello discográfico Asian Man Records.
Las letras, con la excepción de las canciones escritas por Sheena y Jason, tuvieron un tono mucho más oscuro que las obras anteriores, ya que muchas de las letras de Alex Kern fueron escritas en referencia con el reciente fallecimiento de su padre. Musicalmente, sin embargo, las canciones fueron "brillantes y edificantes", como resultado de la banda y la actitud de Alex. Todo esto llevó a la titulación y ayudó en el disco Get Better.
El grupo comenzó una gira como cabeza de cartel, así como en paquetes turísticos. En el otoño de 2007, Lemuria fue a su primera gira europea, seguido por el lanzamiento de Get Better en 2008 y siguió con una extensa gira a lo largo de los Estados Unidos (Tal vez lo más destacado especialmente en la gira Asian Man Records en 2008 junto a The Queers, Bomb The Music Industry y Andrew Jackson Jihad.), así como Puerto Rico, el Reino Unido y Canadá. Lemuria también se convirtió en un habitual del Festival Gainesville en Florida, basado en el festival The Fest, tocando por primera vez en 2006 y continuaron tocando todos los años. Cuando se les preguntó acerca de su calendario de gira, los miembros de la banda dijeron: 

"Estamos mucho tiempo de gira . Es una de las razones por las que hicimos la banda. Es una excusa para viajar. Vas a una ciudad diferente cada día y muestras tu arte a la gente"

### Firma con Bridge Nine Records y Pebble (2009 - actualidad)
En el otoño de 2009, Alex y Sheena se separaron de Jason, que pasó a concentrarse en su otro proyecto, Failures' Union. Kyle Paton entró en escena y la banda siguió de gira, a pesar de que la escritura de las canciones se convirtió en la mayor responsabilidad del dúo de Kerns/Ozzella.
La banda continuó escribiendo activamente, y en abril de 2010 anunciaron que habían firmado con Bridge Nine Records. La firma con el sello Bridge Nine Records, tradicionalmente lanzó álbumes de bandas hardcore como Agnostic Front y Slapshot, creando muchas preguntas para Lemuria, así como para Bridge Nine sobre el futuro de las dos entidades.
En general, la respuesta parecía ser que la banda iba a seguir desarrollando a su manera y el sello discográfico fue ampliando sus horizontes. En julio de 2010, Lemuria hizo otro gran cambio y se fue en para grabar su primer álbum de estudio completo para el sello con J. Robbins en Baltimore, MD en Magpie Cage.
Durante el proceso de mezcla de esta sesión de grabación, Kyle Paton se encontró con problemas legales en la frontera con Canadá (por ser un ciudadano canadiense), y como resultado tuvo que separarse de la banda. Para llevar a cabo un espectáculo programado para más adelante esa semana, Lemuria agregó el nuevo bajista Max Gregor, quien viajó desde Texas y empezó a ensayar en el estudio. El cartel de Kerns/Ozzella/Gregor ha seguido de gira desde entonces.
Recientemente se anunció, junto con el lanzamiento del sencillo digital, Chautauqua County, perteneciente al álbum grabado durante esta sesión, Pebble, y tiene una fecha de lanzamiento del 11/1/11. Lemuria también se va a desempeñar por un mes como cabeza de cartel para promocionar el álbum y tiene planes de actuación en vivo previsto para principios de 2011.

## Miembros

### Miembros actuales
- Sheena Ozzella - guitarra, vocales (2004-presente)
- Alex Kerns - batería, vocales (2004-presente)
- Max Gregor - bajo (2010 - presente)

### Miembros anteriores
- Kyle Paton - bajo (2009-2010)
- Jason Draper - bajo (2005-2009)
- Adam Vernick - bajo (2004 - 2005)

## Discografía

### Discos de estudio
| Año  | Álbum                                                                      |
| ---- | -------------------------------------------------------------------------- |
| 2008 | Get Better - Lanzamiento: 26 de febrero de 2008 - Sello: Asian Man Records |
| 2011 | Pebble - Lanzamiento: 11 de enero de 2011 - Sello: Bridge Nine Records     |

### EP
| Año  | Álbum                                                        |
| ---- | ------------------------------------------------------------ |
| 2008 | Self Titled 7"/CD - Lanzamiento: 2008 - Sello: Independiente |

### 7"/Singles/Splits
| Año  | Álbum |
| ---- | --- |
| 2005 | Frame - Split 7""" - Lanzamiento: 2005 - Sello: Salinas                                                  |
| 2006 | Your Livingroom's All Over Me"" - Lanzamiento: 2006 - Sello: Art Of The Underground                      |
| 2007 | Art of the Underground - Single Series Volume 10 7"" - Lanzamiento: 2007 - Sello: Art Of The Underground |
| 2007 | The Ergs - Split 7" - Lanzamiento: 2007 - Sello: Art Of The Underground/Yo-Yo Records                    |
| 2009 | Under The Influence Volume 7 - Lanzamiento: 2009 - Sello: Suburban Home Records                          |
| 2009 | Ozzy b/w Expert Herder - Lanzamiento: 2009 - Sello: Hex Records                                          |
| 2010 | Chautauqua County b/w They Are Who I Say They Are - Lanzamiento: 2010 - Sello: Bridge Nine Records       |
| 2011 | Cheap Girls - Split 7" - Lanzamiento: 2011 - Sello: No Idea Records                                      |

### Compilaciones
| Año  | Álbum                                                                             |
| ---- | --------------------------------------------------------------------------------- |
| 2008 | The First Collection - Lanzamiento: 2008 - Sello: Yo-Yo Records/Asian Man Records |

### Demos
| Año  | Álbum                                                   |
| ---- | ------------------------------------------------------- |
| 2004 | 2004 Demo CD - Lanzamiento: 2004 - Sello: Independiente |

### Aparición en compilaciones
| Año  | Álbum                                                                                 |
| ---- | ------------------------------------------------------------------------------------- |
| 2004 | Art of the Underground Sampler CD - Lanzamiento: 2004 - Sello: Art of the Underground |
| 2007 | NY vs. NJ - Lanzamiento: 2007 - Sello: Crafty Records                                 |
| 2008 | Insubordination Fest 2008 CD/DVD - Lanzamiento: 2008 - Sello: Insubordination         |
| 2009 | Insubordination Fest 2009 CD/DVD - Lanzamiento: 2009 - Sello: Insubordination         |